# Бизацена
Бизацена (также редк. Бизакий) — одна из римских провинций (285—430 гг.), а также античная историко-культурная область, географически примерно соответствующая южной половине современной республики Тунис, образующей так называемый Тунисский Сахель. Столицей провинции был г. Гадрумет (Хадрумет), который после арабского завоевания в конце VII века был разрушен, а затем отстроен заново под названием Сус, ставший одним из крупнейших городов современного Туниса. Область и её столица пережили долгую и сложную историю, пройдя через финикийский, пунический (карфагенский), древнеримский и позднеримский, вандальский, византийский, раннеарабский, средневековый мусульманский, европейско-колониальный и наконец независимый тунисский культурные этапы.

## История
В VI в. до н. э. Бизацена стала центром финикийским и местом поселения выходцев из города-государства Тира, основавшим Гадрумет, хотя кочевое автохтонное население Бизацены (берберы), сохранялись в сельской местности Бизацены на всём протяжении античного периода. Бизацена нехотя стала частью Карфагенского государства со столицей в северном Карфагене, также основанном финикийцами, но соперничество двух город за торгово-экономическое господство продолжалось и существенно подрывало внутреннюю стабильность государства. Только вторжение Римской империи, аннексировавшей всю Карфагенскую державу, ослабило древнее соперничество, хотя до конца не искоренило его. Так, экономический кризис, развернувшийся в Римской Империи в конце вынудил римского императора Диоклетиана (284—305 гг.) провести крупные территориально-административные реформы в управлении римскими провинциями. Из некогда обширной Проконсульской Африки со столицей в Карфагене были выделены провинция Бизацена (на юге) со столицей в Гадрумете и Триполитания (на востоке). В таком виде Бизацена просуществовала до вторжения германских вандалов в 430 году.

### Бизацена и окружающие её административно-территориальные единицы
- Префектура Италия и Африка (западная) (столица — Рим)

- Африканский диоцез (лат. Diocesis Africae)

- Проконсульская Африка (лат. Africae proconsularis или после 285 года Зевгитана (лат. Zeugitana) (г. Карфаген)
- Бизацена (лат. Byzacena) (г. Гадрумет)
- Мавретания Цезарейская (лат. Mauretania Caesariensis)
- Нумидия (лат. Numidia)
- Триполитания (лат. Tripolitania)

### Поздняя античность
Вандальскую Бизацену, как и всё Королевство вандалов, изнутри раздирали этническая вражда между берберами, греками, финикийцами, остатками романизированного населения с одной стороны и довольно жёстким режимом вандальского правления с другой. Вандалы, исповедовавшие арианство, подавляли другие христианские течения региона: донатизм, восточное христианство (православие), католичество и вызывали сопротивление покорённых народных масс.
Воспользовавшись этой враждой, в 533 г. византийский полководец Велизарий высадился со своей армией в районе Гадрумета и завоевал все побережье и город. Карфаген был аннексирован Велизарием через год — в 534 г. Ещё около 150 лет Бизацена была частью Африканского экзархата Византийской империи.

## География
Геология и климатография Бизацены в античный период существенно отличалась от современной (более засушливой) области южного Туниса. Как и раньше, здесь выделялся крупный залив Габес или Малый Сирт, с мелкими островами Керкенна и крупным островом Джерба. Бизацена издревле была легко доступна как с моря, благодаря мелководности залива, так и равнинной суши.